# Categorie van vectorruimten
In de lineaire algebra en de categorietheorie, een deelgebied van de wiskunde, heeft de categorie K-Vect (sommige auteurs schrijven VectK) alle vectorruimten over een vast lichaam (Ned) / veld (Be) {\displaystyle K} als objecten en {\displaystyle K}-lineaire transformaties als morfismen. Als {\displaystyle K} het lichaam van de reële getallen is, dan staat de categorie ook bekend als Vec. 
Aangezien vectorruimten over {\displaystyle K} (als een lichaam/veld) hetzelfde zijn als modulen over de ring {\displaystyle K,} is K-Vect een speciaal geval van R-Mod, de categorie van linker {\displaystyle R}-modulen. K-Vect is een belangrijk voorbeeld van een abelse categorie. 
Een groot deel van de lineaire algebra heeft betrekking op de beschrijving van K-Vect. De dimensiestelling voor vectorruimten zegt bijvoorbeeld dat de isomorfismeklassen in K-Vect exact overeenkomen met de kardinaalgetallen, en dat K-Vect equivalent is met de deelcategorie van K-Vect, als objecten dus de vrije vectorruimten {\displaystyle K^{n}} heeft, waarin {\displaystyle n} een willekeurig kardinaalgetal is. 
Er is een vergeetachtige functor van K-Vect naar Ab, de categorie van abelse groepen, die elke vectorruimte naar zijn additieve groep neemt. Dit kan worden samengesteld met de vergeetachtige functors uit Ab met als realutaat andere vergeetachtige functors, met als belangrijkste een naar de categorie van verzamelingen. 
K-Vect is een monoïdale categorie met {\displaystyle K} (als een een-dimensionale vectorruimte over {\displaystyle K}) als de identiteit en het tensorproduct als het monoïdale product. 